# Хартоапе (Јаши)
Хартоапе (рум. Hârtoape) насеље је у Румунији у округу Јаши у општини Ванатори. Oпштина се налази на надморској висини од 242 m.

## Становништво
Према подацима из 2011. године у насељу је живело 1319 становника.